# Giuseppe Gori
Giuseppe Gori, o Giuseppe Antonio De Gori (Coreno Ausonio, 14 ottobre 1739 – Napoli, 23 gennaio 1815), è stato uno scultore italiano.

## Biografia
Uno dei più abili allievi dello scultore Giuseppe Sanmartino. Famoso soprattutto come figurinaio di presepi.
Nasce e viene battezzato a Coreno Ausonio il 14 ottobre 1739 da Antonio e Margherita Coreno. 
Si trasferisce a Napoli nel popolare quartiere dei Vergini vicino alla bottega dello scultore Giuseppe Sanmartino. Trovò lavoro come ripostiere presso famiglie altolocate e dallo scultore imparò l'arte del modellare di pastori e animali del presepe, di legno e di ceramica con vestiti di stoffe pregiate e cucite a mano. Lavorò anche presso la Real Fabbrica di Capodimonte e modellò personaggi per presepi per personaggi della nobiltà dell'epoca, come la famiglia del notaio Servillo: spesso anche con ritratti degli stessi committenti. 
Ebbe anche incarichi ufficiali come plastificatore di gruppi in stucco per le fontane del passeggio di Chiaia nel 1781 e per il modello del cavallo per il monumento equestre del re Carlo (1803) da sistemarsi nella piazza Mercatiello (attuale piazza Dante). Si sposò ventenne con Gertrude Tallarico ed ebbe tre figlie femmine. Muore alle ore tredici del 23 gennaio 1815 nella sua casa, nella municipalità di Chiaia, in vico Freddo n.19 (oggi via Carlo Poerio).

## Galleria d'immagini

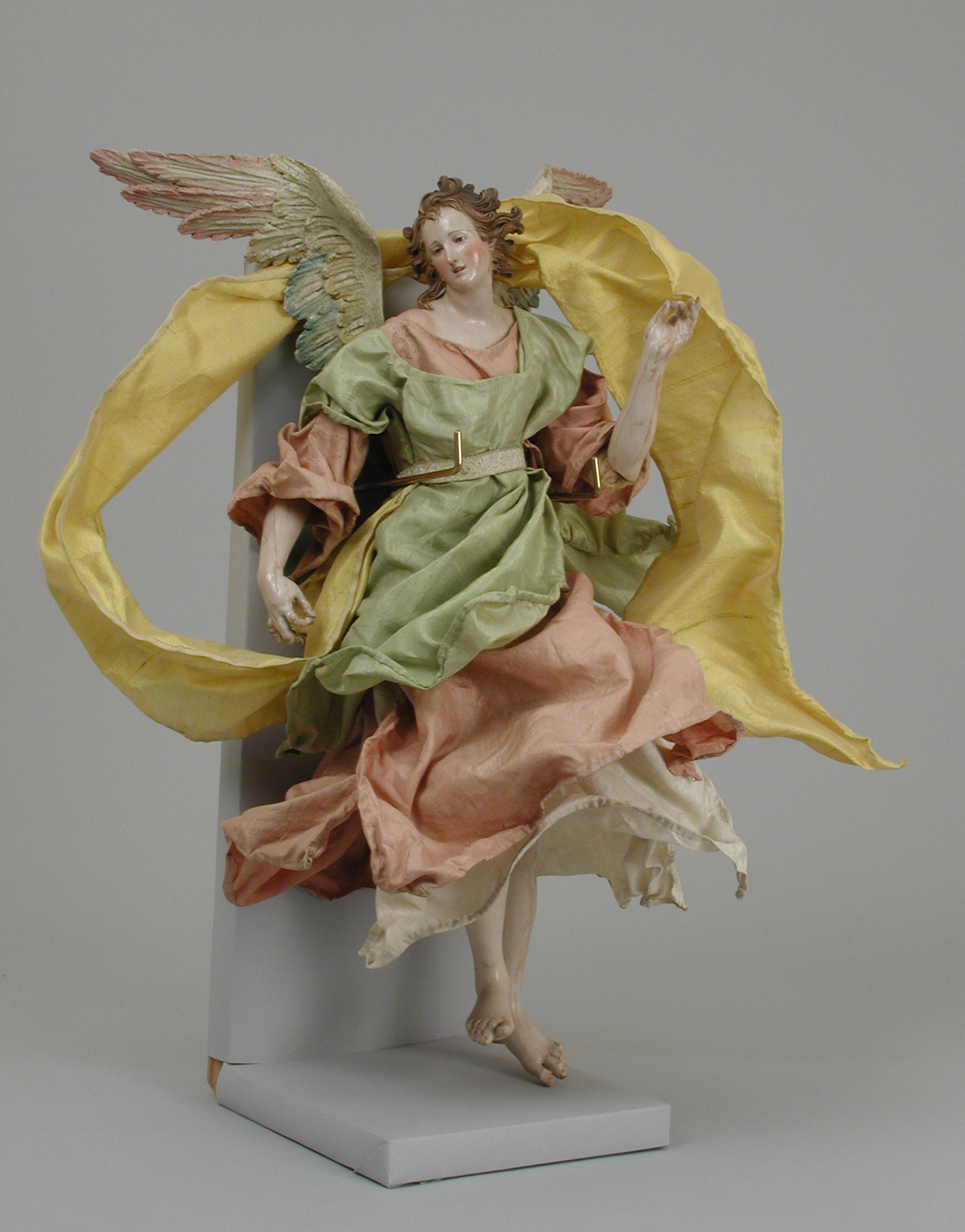
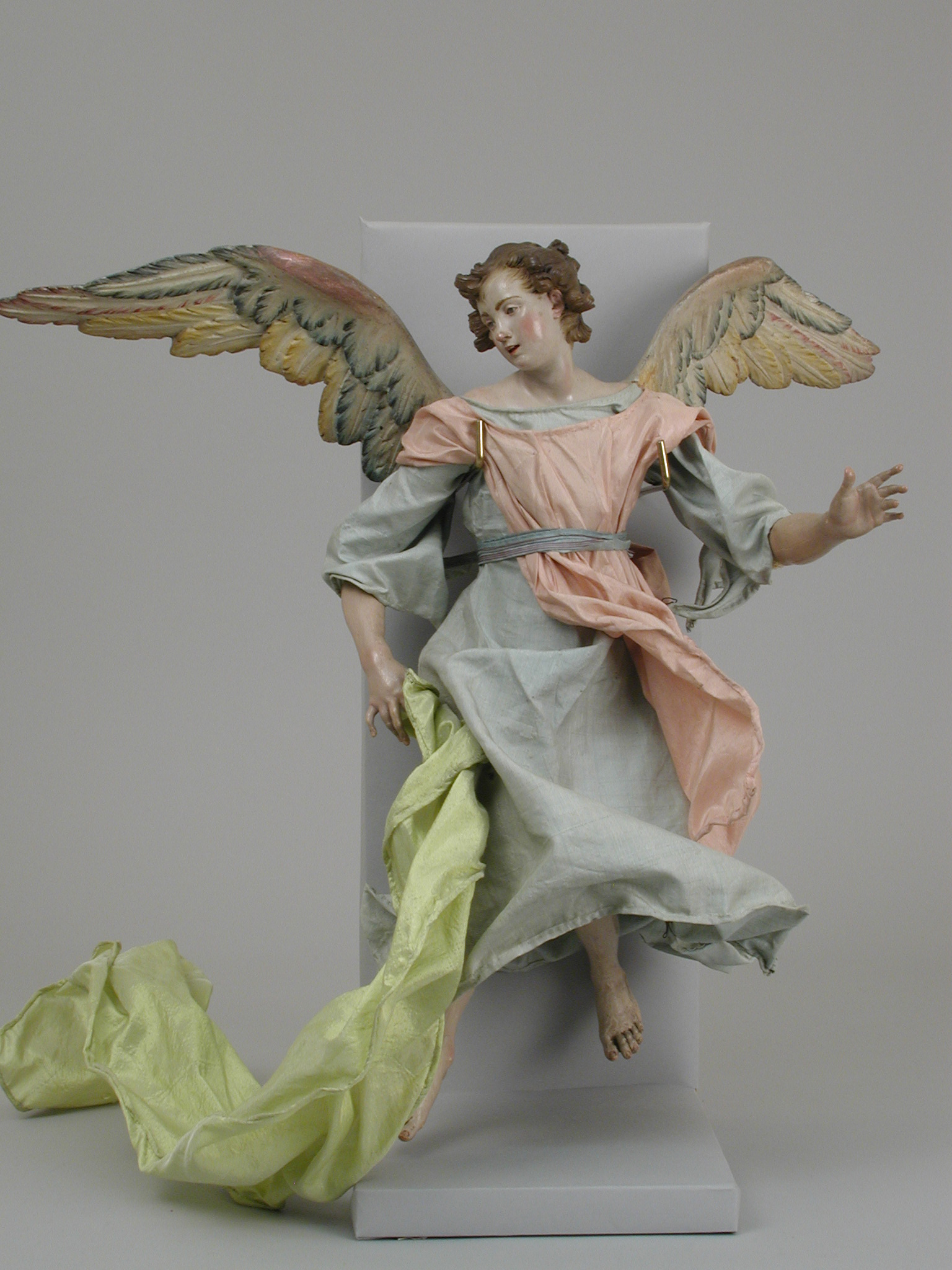
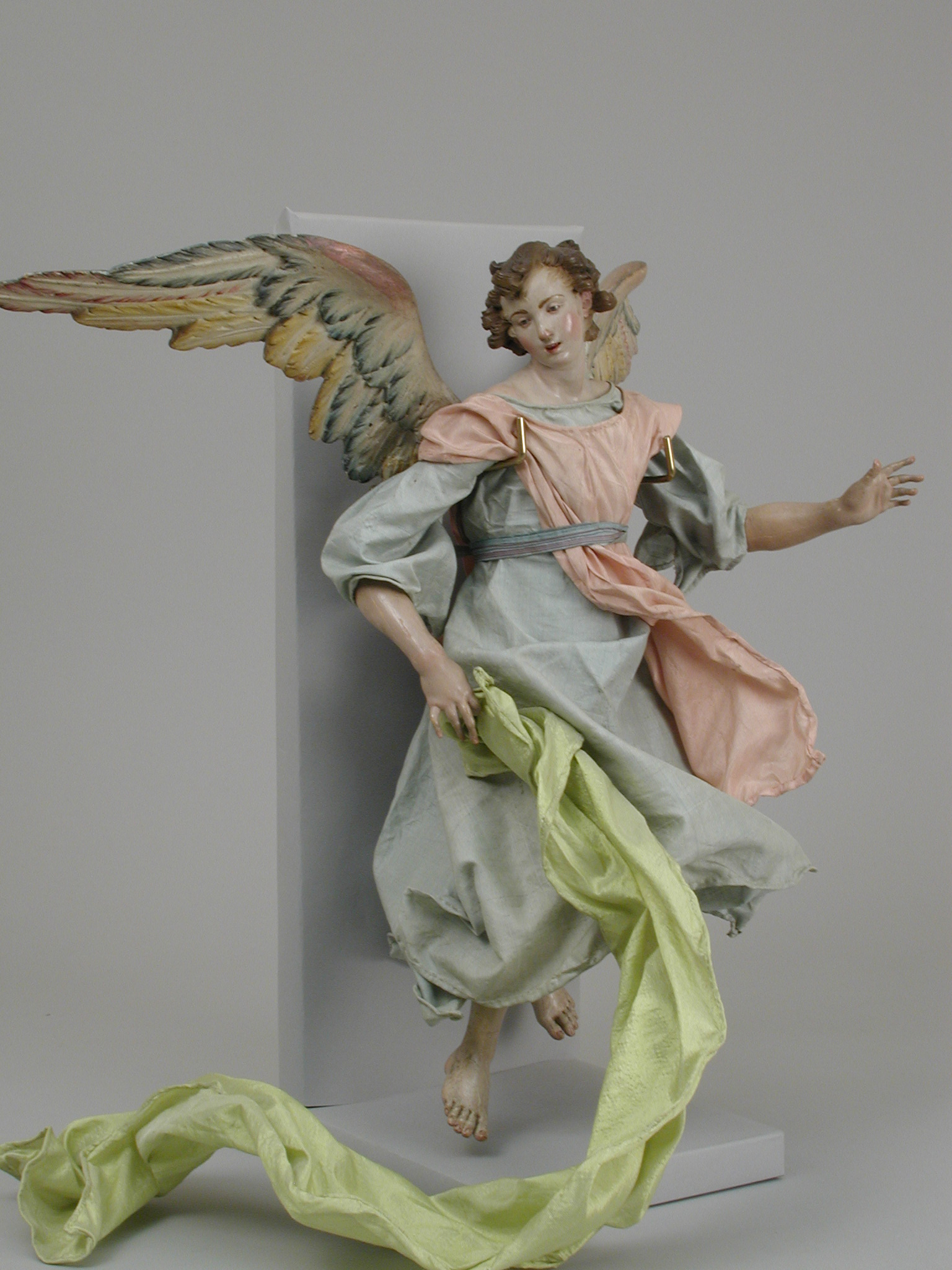
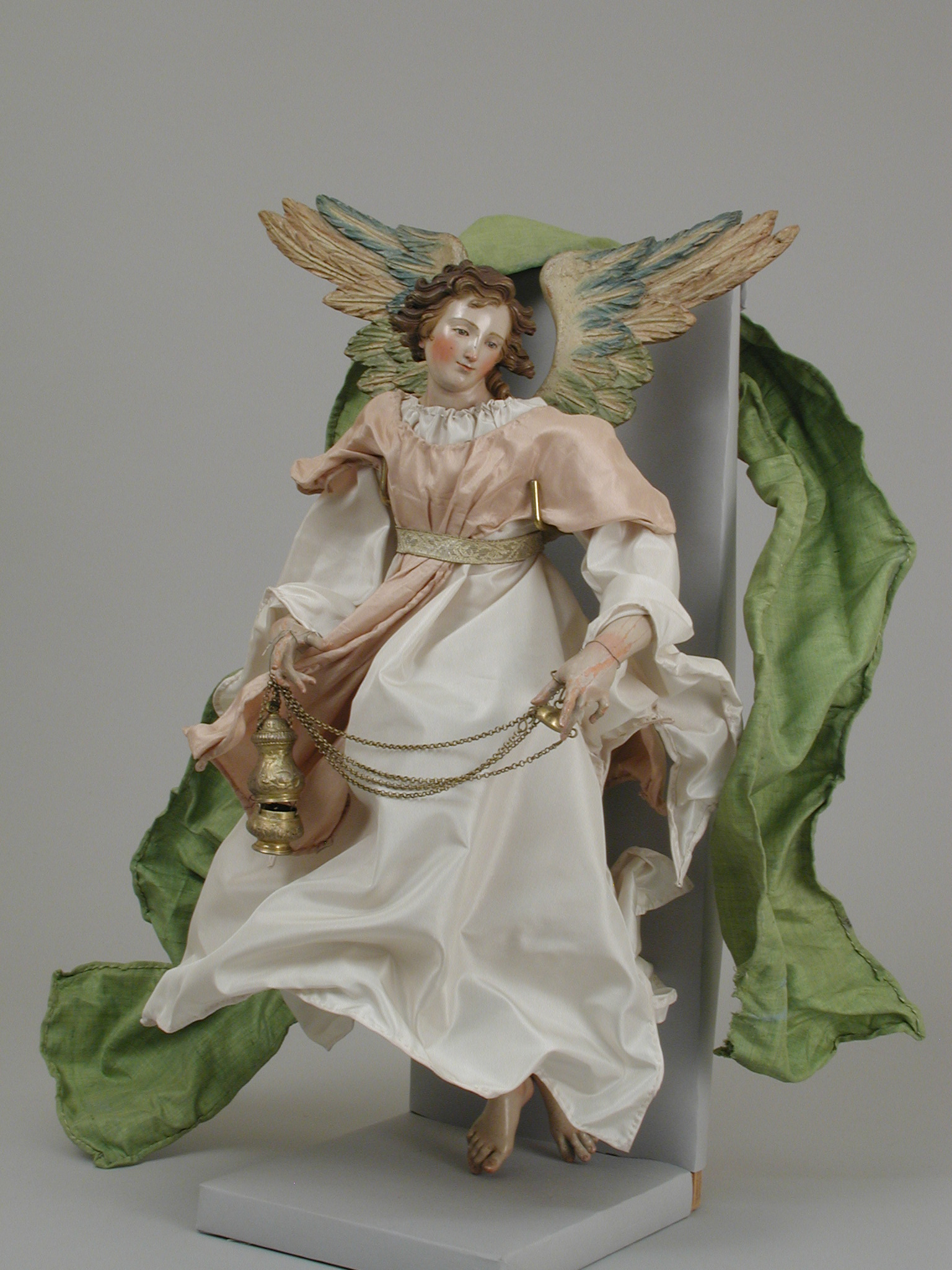
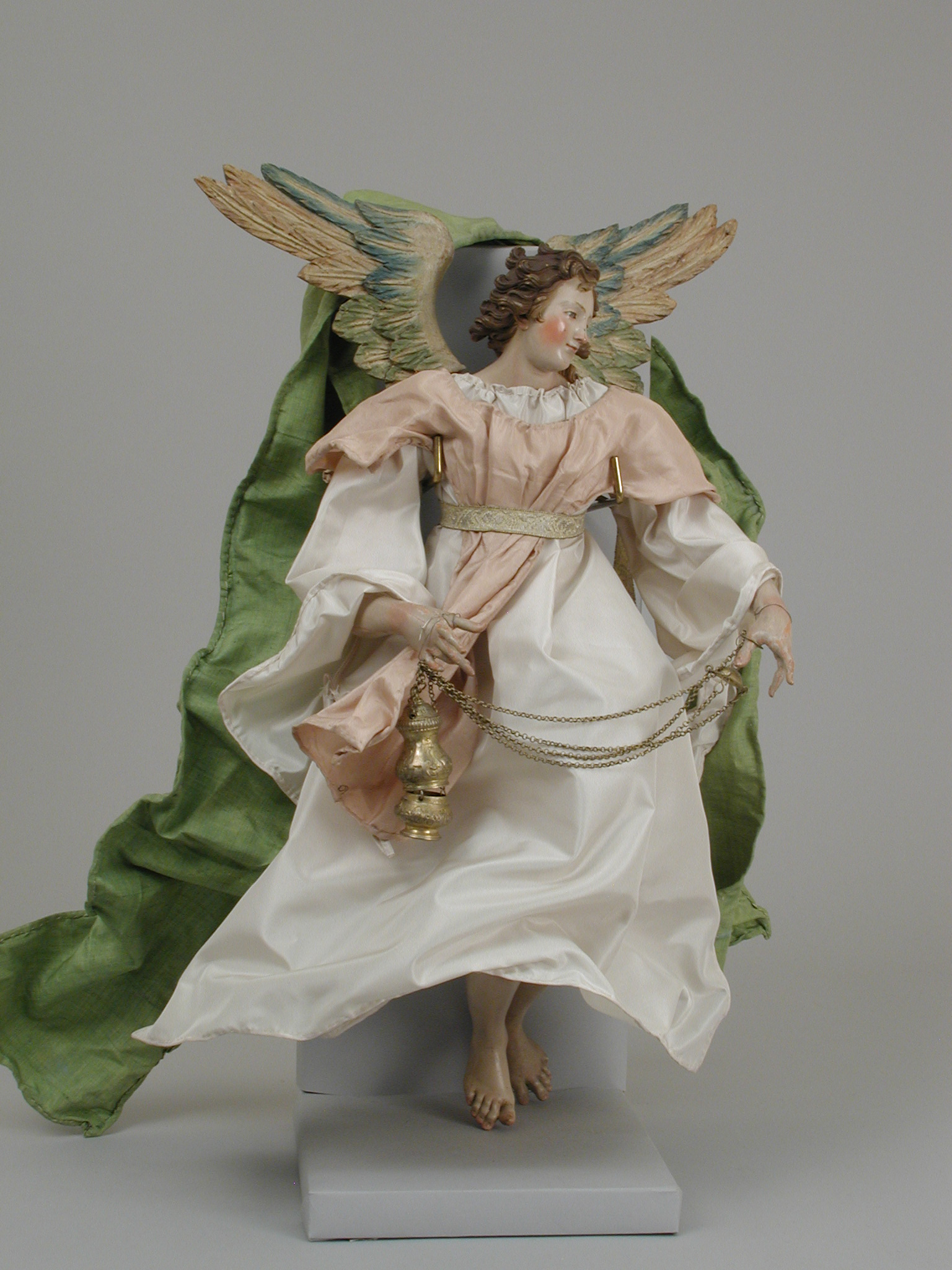
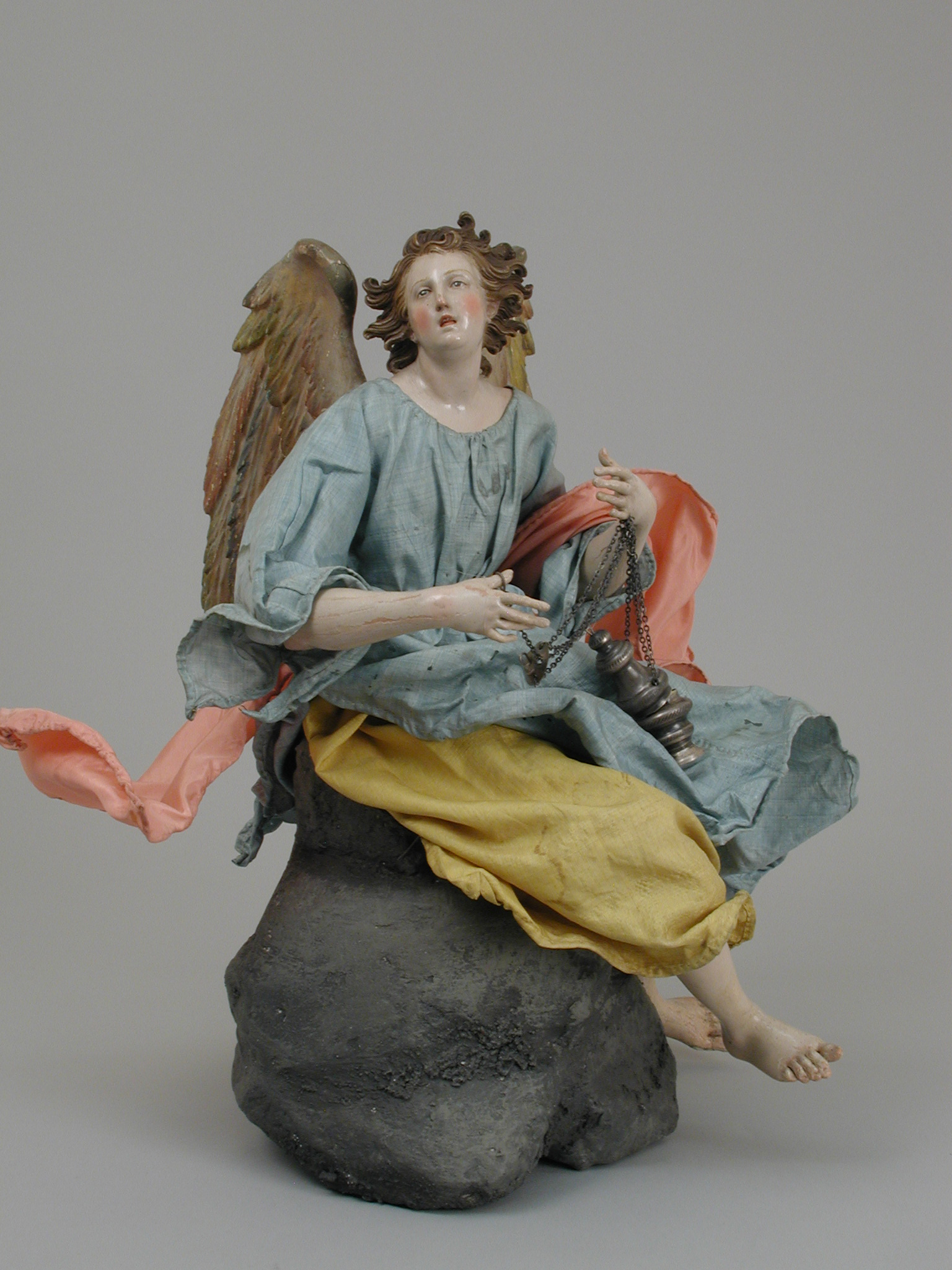
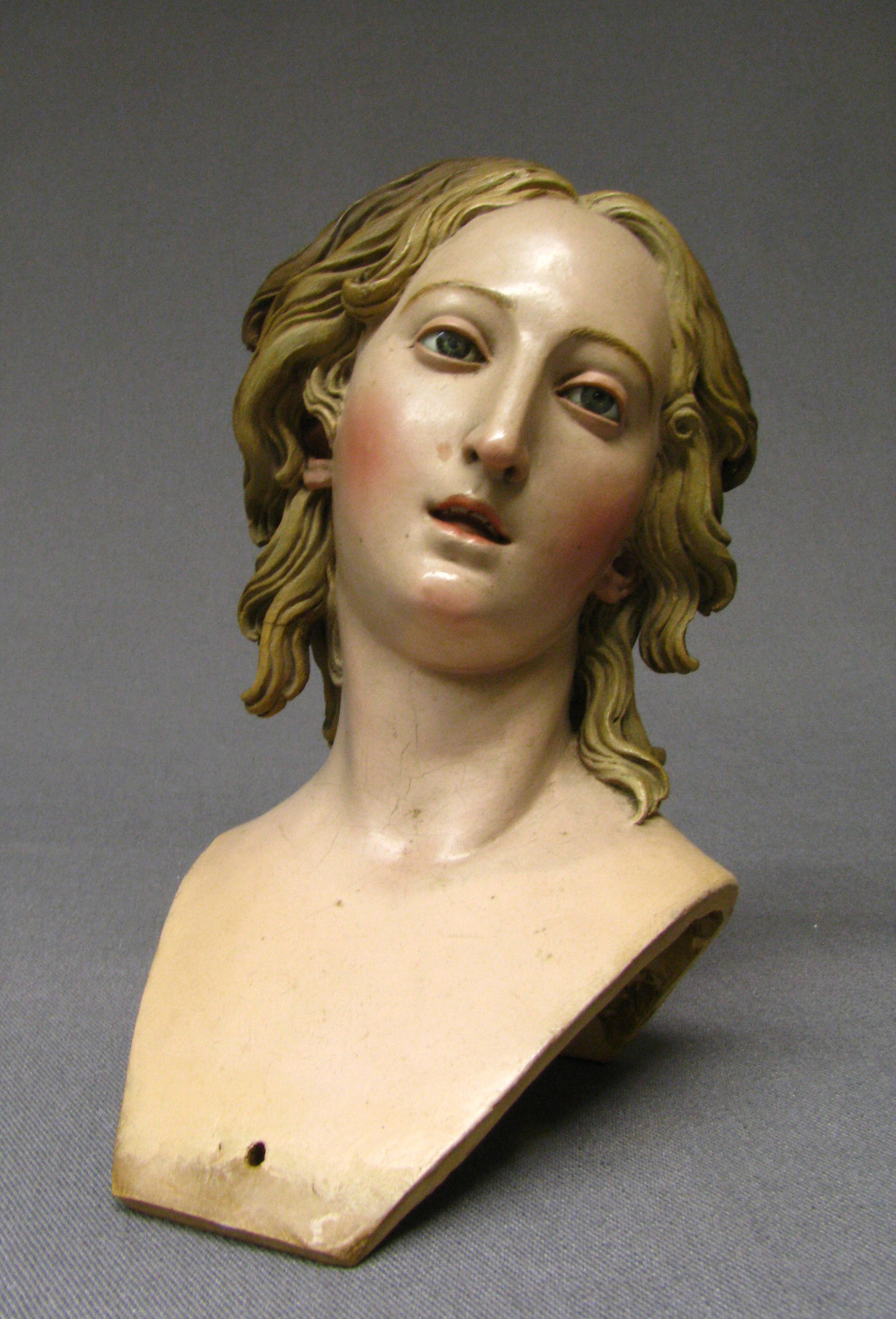
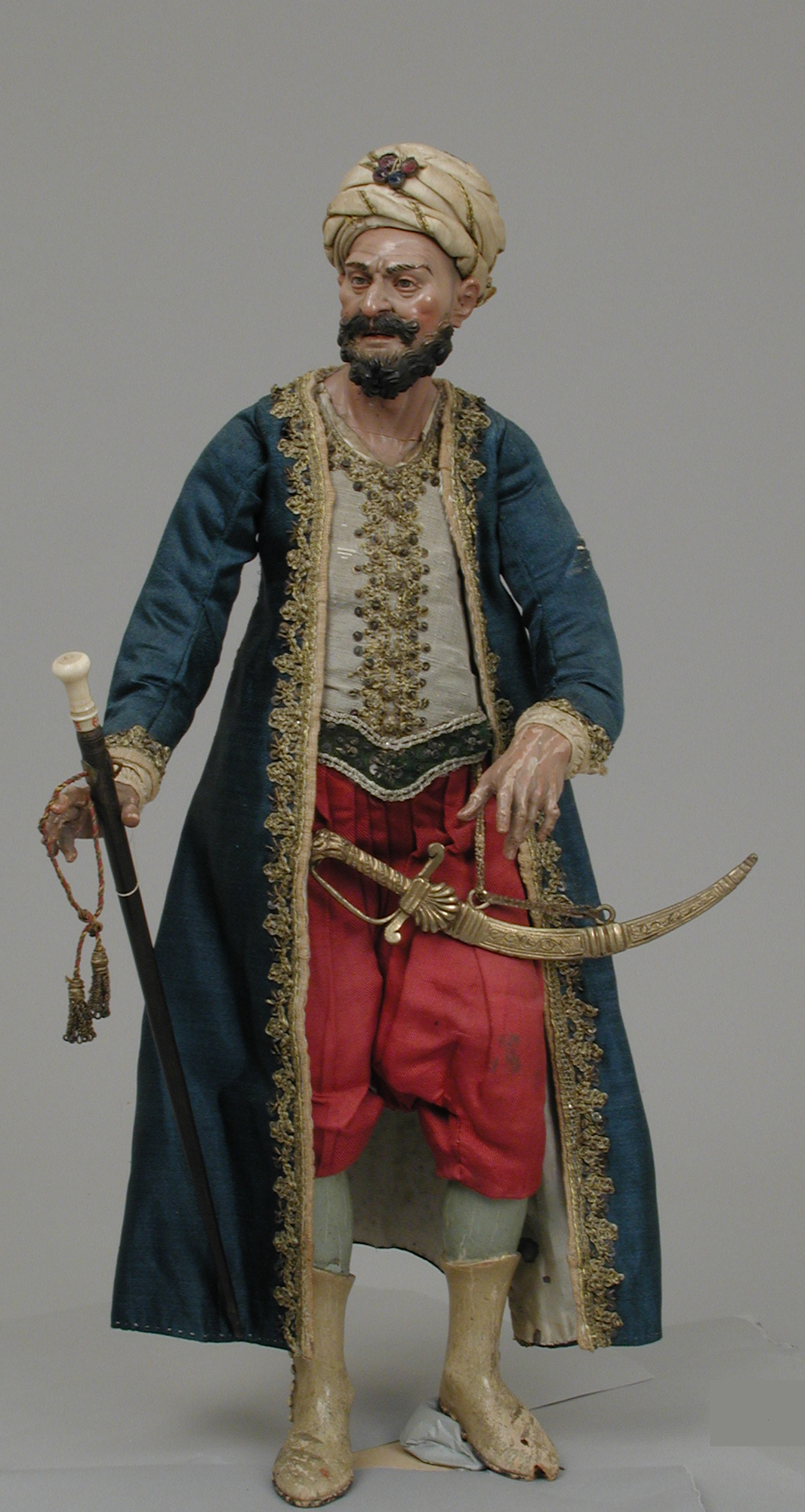
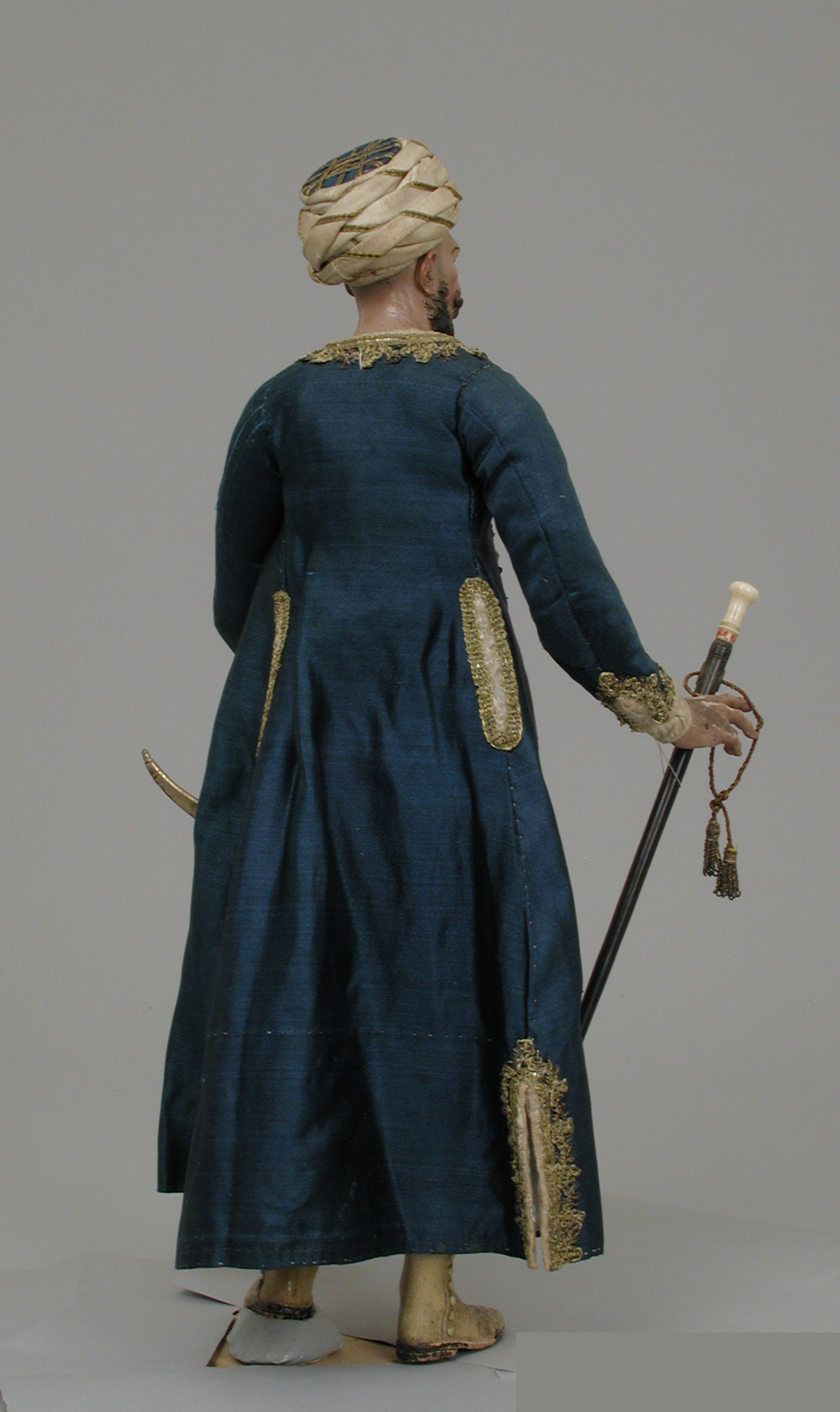
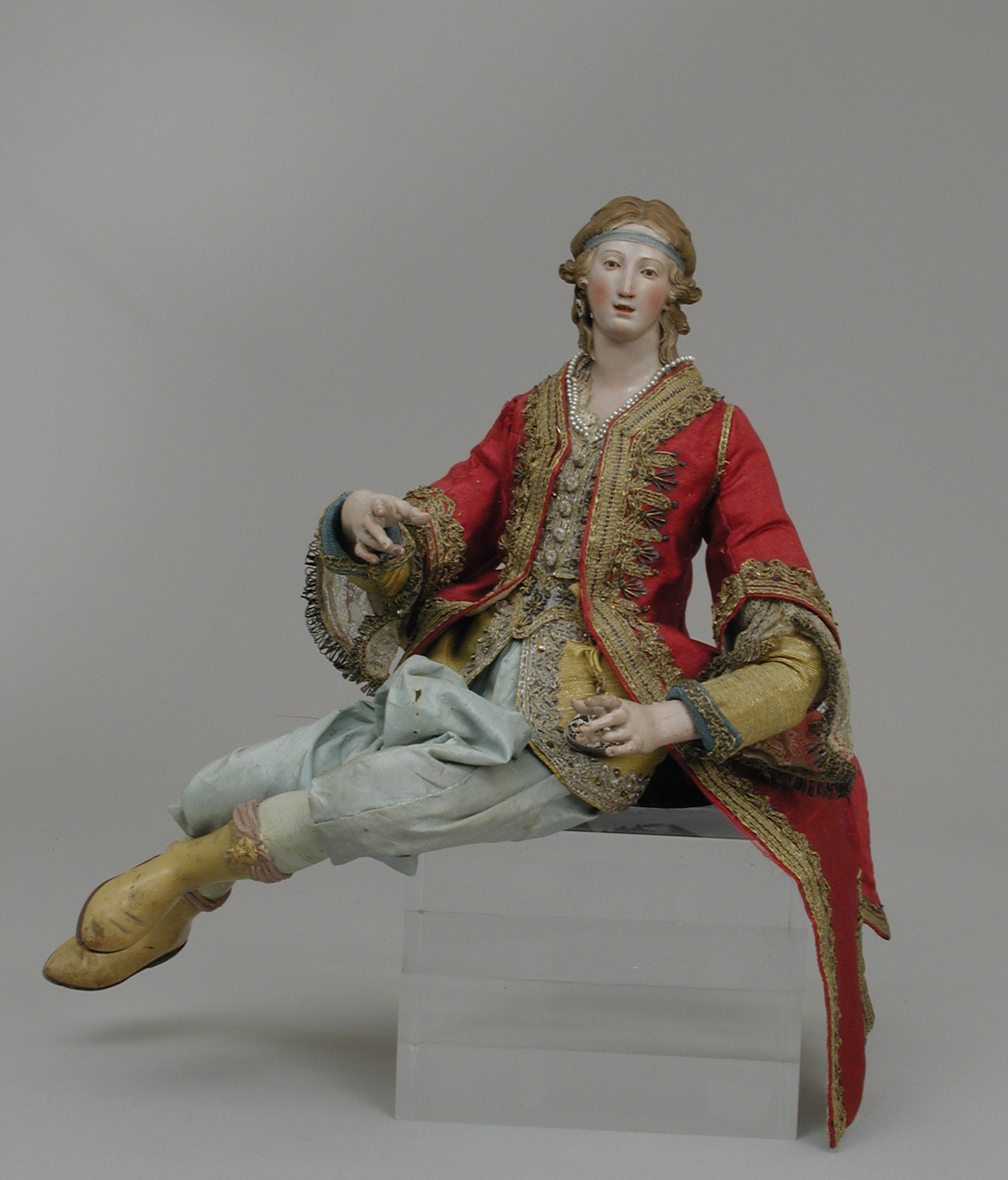
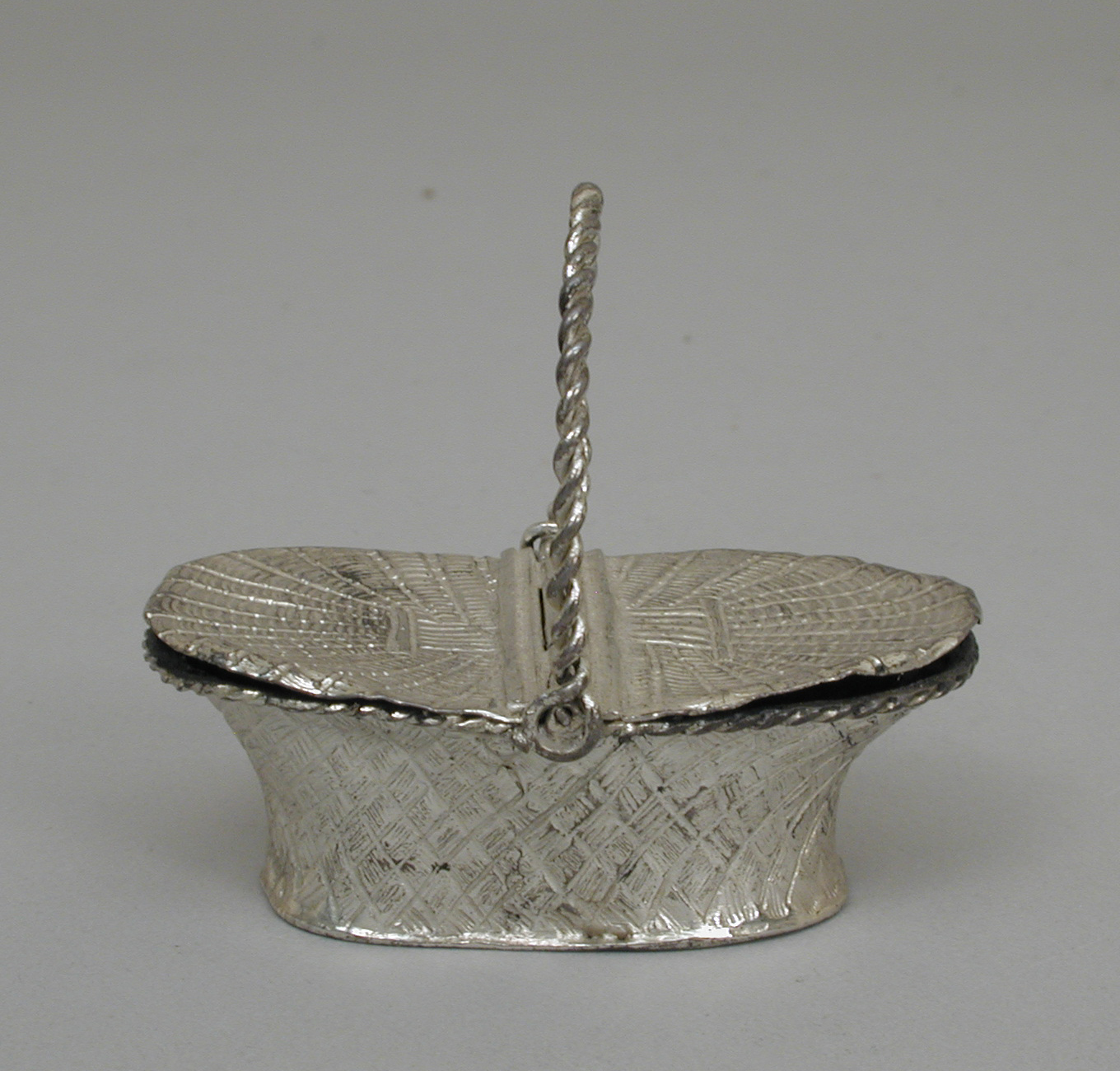
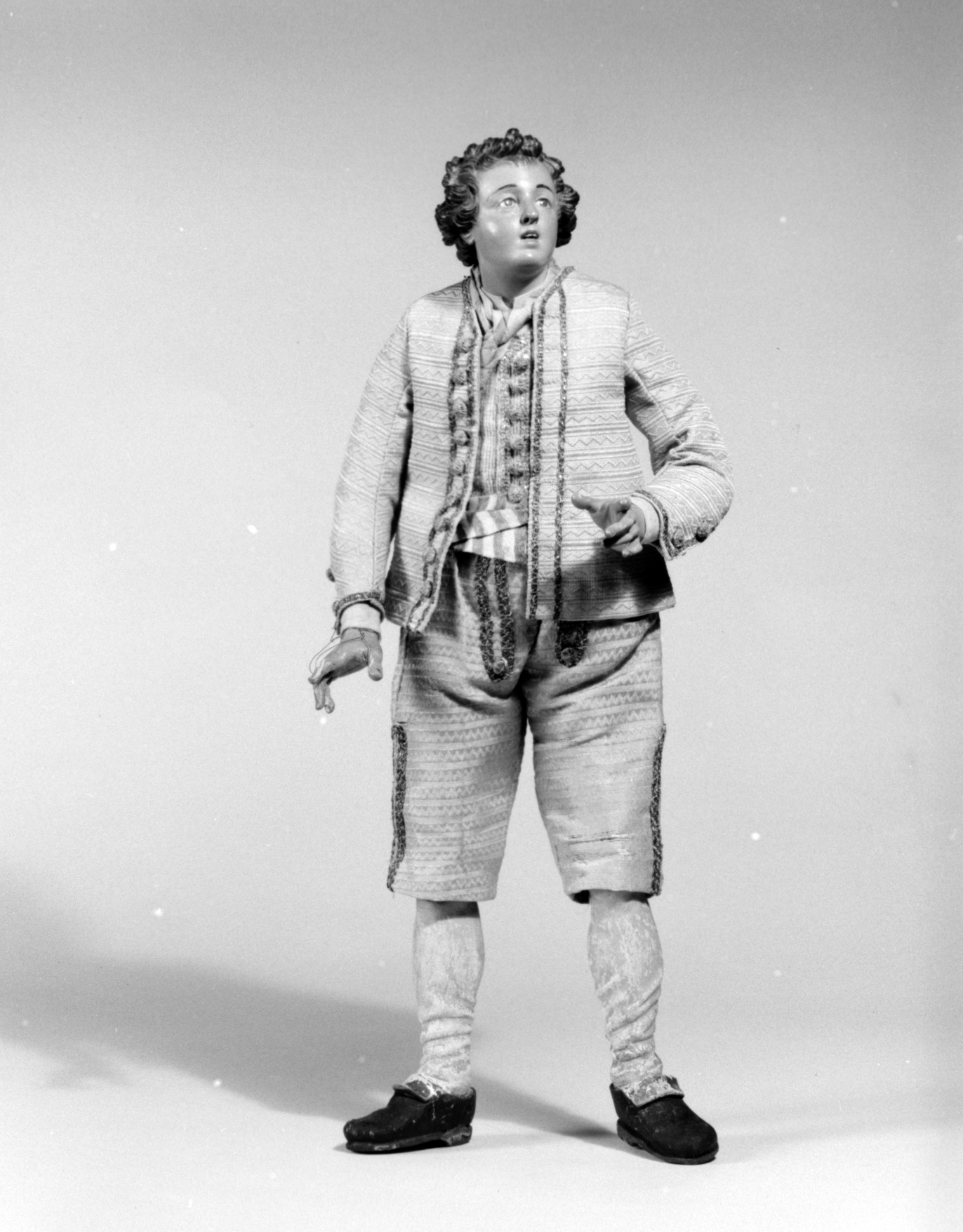